# Sant Joan de Madrona
Sant Joan de Madrona és una església de Pinell de Solsonès (Solsonès) inclosa a l'Inventari del Patrimoni Arquitectònic de Catalunya.

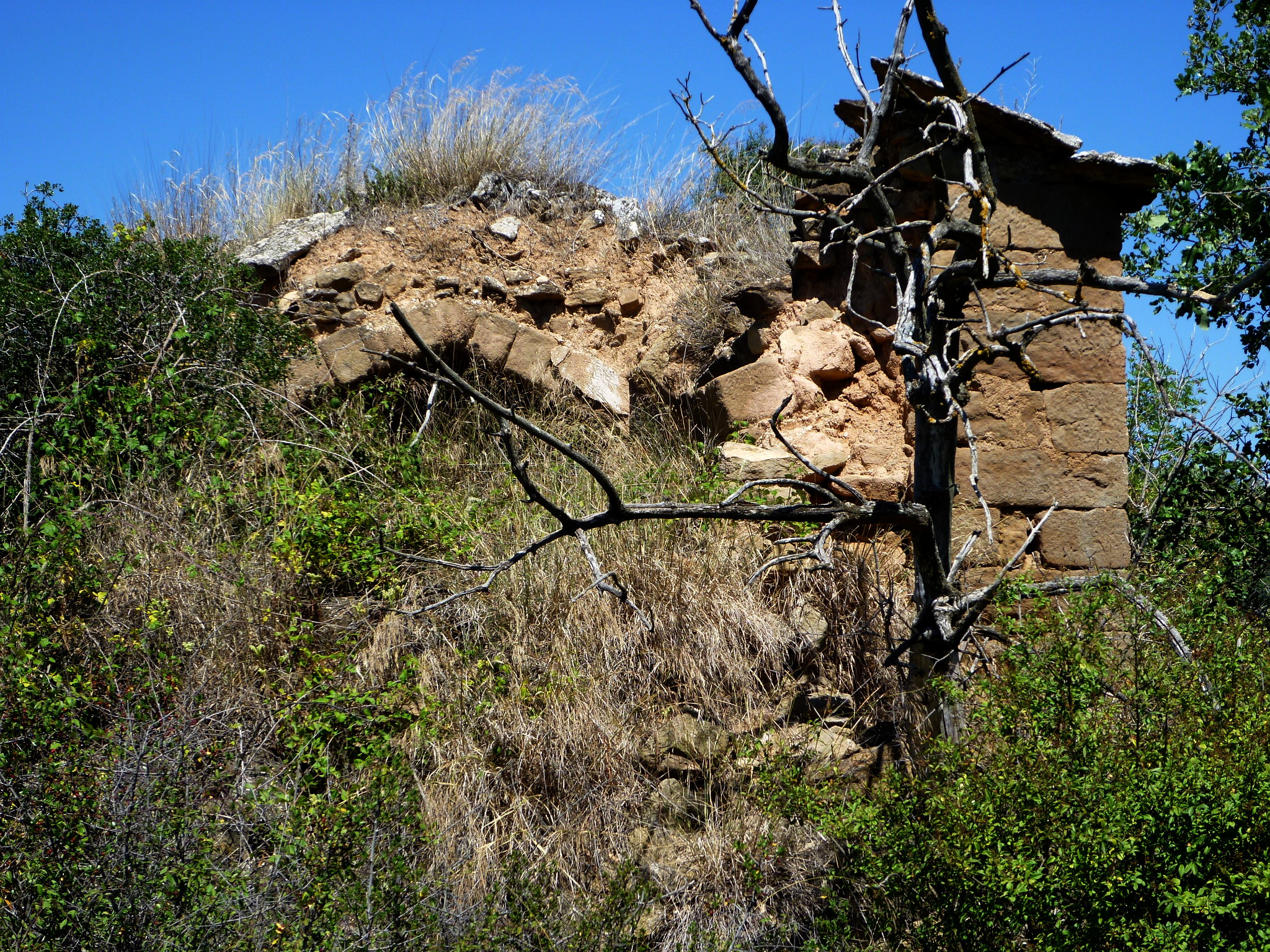
De l'absis no en queda ni rastre

## Descripció
Església de nau rectangular capçada per un petit absis semicircular. La nau està coberta per una volta de canó reforçada per un arc toral apuntat. Actualment la volta de l'absis i la de la nau fins a l'arc toral està esfondrat. Una cornisa de pedra ressegueix tota la nau. Al centre de l'absis hi ha una finestra d'arc de mig punt adovellat. Al frontis la porta és allindada i té inscrita la data "1759".